# Roy Krupnikas
Roy Krupnikas (* 12. Oktober 2006 in Ribnitz-Damgarten) ist ein litauisch-deutscher Basketballspieler.

## Werdegang
Der gebürtige Litauer entstammt einer Basketballfamilie: Sein Vater Simas Krupnikas und sein Großvater Algis Bagdonas betrieben ebenfalls diese Sportart. Roy Krupnikas begann in einer Rostocker Grundschulliga mit dem Basketball und wurde in der Jugendabteilung des EBC Rostock (später Rostock Seawolves) ausgebildet.
In der Saison 2021/22 wurde er mit den Rostockern deutscher Vizemeister in der Altersklasse U16 und erhielt die Auszeichnung als bester Spieler der Saison in der Jugend-Basketball-Bundesliga (JBBL). Im Verlauf des Spieljahres gelangen Krupnikas in der JBBL in einer Begegnung eine Bestmarke von 61 Punkten. Im selben Spieljahr kam er erstmals auch im Herrenbereich in der zweiten Rostocker Mannschaft (2. Regionalliga) zum Einsatz.
Am 9. Oktober 2022 bestritt Krupnikas drei Tage vor seinem 16. Geburtstag für die Rostocker sein erstes Spiel in der Basketball-Bundesliga. Im Februar 2023 nahm er als Gastspieler mit dem SC Rasta Vechta am U18-Turnier der Euroleague in Patras teil und überzeugte bei der Veranstaltung mit 19,8 Punkten je Begegnung.
Zur Saison 2023/24 wechselte er zu ASVEL Lyon-Villeurbanne nach Frankreich. In der Erstligamannschaft kam Krupnikas nicht zum Einsatz, in der Jugendliga Espoirs Elite brachte er es für ASVEL auf 31 Einsätze, in denen er im Durchschnitt 6,6 Punkte erzielte. Nach einem Spieljahr in Frankreich kehrte Krupnikas nach Deutschland zurück und ging zum Bundesligisten SC Rasta Vechta.

### Nationalmannschaft
Im Juli 2021 wurde Krupnikas in der U15-Auswahl des Deutschen Basketball-Bundes eingesetzt und kam damit zu ersten Jugendländerspielen für Deutschland. Er nahm im Juli 2023 an der U18-Europameisterschaft teil und gewann mit Deutschland die Bronzemedaille. Im Sommer 2025 war er Teilnehmer der U20-Europameisterschaft.